# Lewis V. Bogy
Lewis Vital Bogy, född 9 april 1813 i Ste. Geneviève, Missouri, död 20 september 1877 i Saint Louis, Missouri, var en amerikansk demokratisk politiker. Han representerade delstaten Missouri i USA:s senat från 1873 fram till sin död.
Bogy studerade juridik i Illinois. Han utexaminerades 1835 från Transylvania University i Kentucky. Han tjänstgjorde i Black Hawk-kriget.
Bogy var med om att grunda järnvägsbolaget St. Louis Iron Mountain Railway. Han efterträdde 1873 Francis Preston Blair, Jr. som senator för Missouri. Han avled fyra år senare i ämbetet.
Bogys grav finns på Calvary Cemetery i Saint Louis.